# Fondation EDGE
La Fondation EDGE (Enhancing Diversity in Graduate Eductation, Promovoir la Diversité dans l'Enseignement Supérieur) est une organisation soutenant les femmes qui poursuivent des diplômes avancés en mathématiques.

## Histoire
Le programme EDGE a été lancé en 1998 par Sylvia Bozeman et Rhonda Hughes pour soutenir les étudiantes poursuivant des études supérieures en mathématiques. La première session d'été EDGE a eu lieu au Bryn Mawr College en 1998. Jusqu'en 2003, le lieu a alterné entre Bryn Mawr et Spelman College (en) et depuis, le programme d'été a été herbergé par le Pomona College, la Florida A&M University, le Harvey Mudd College (en), le Mills College, le New College of Florida, l'université agricole et technique d'État de Caroline du Nord, l'université d'État de Caroline du Nord, l'université Purdue et l'université Texas Tech.
En 2013, suivant une demande importante d'anciennes participantes au programme, la Sylvia Bozeman and Rhonda Hughes EDGE Foundation a été établie, une organisation à but non lucratif dont le but est de superviser les programmes EDGE.

## Objectif
Le programme EDGE a été conçu pour conseiller et guider les femmes poursuivant des carrières dans les sciences mathématiques. Les activités ont pour but d'offrir de l'aide à plusieurs moments clés de la carrière, quant au développement académique et à la productivité de la chercheuse. Parmi ces étapes charnières, on trouve le début ou la fin de la thèse, les postdocs ou le début de carrière en tant que membre permanent. En plus de sa session d'été, la fondation organise une conférence annuelle, de mini congés sabbatiques pour faire de la recherche collaborative, des conférences de recherche régionales, des rassemblements pour le tutorat et fournit des aides financières pour aller en conférence, entre autres. La session d'été EDGE est un programme résidentiel pour les femmes commençant une thèse en mathématiques. Les ateliers sont des expériences immersives qui simulent le rythme soutenu des études en mathématiques à ce niveau.

## Soutiens financiers
EDGE reçoit le soutien de la fondation nationale pour la science des États-Unis. Les autres mécènes incluent :
- l'American Mathematical Society,
- le Bryn Mawr College,
- l'université d'État polytechnique de Californie à Pomona,
- l'université Cornell,
- la fondation Henry Luce,
- la National Security Agency,
- le Pomona College,
- le Spelman College (en),
- Springer Publishing,
- l'université Texas Tech,
- l'université du Michigan,
- l'université du Nebraska,
- l'université de Washington,
- l'institut polytechnique de Worcester.

## Impact et récompenses
En 2015, EDGE a reçu le prix présidentiel d'excellence en mentorat en sciences, mathématiques et ingénierie (PAESMEM). La citation du prix évoquait le succès phénoménal de cette organisation et notait qu'au moment de la remise du prix, plus de 200 femmes avaient participé aux 16 sessions d'été EDGE. Cinquante-six femmes (dont 46 % sont issues de minorités) avaient alors achevé leur doctorat et plus de 65 d'entre elles poursuivaient encore leurs études. En 2009, les participantes au programme EDGE représentaient plus de 35 % de tous les doctorats accordés aux femmes afro-américaines.
En 2019, Karen Uhlenbeck est devenue la première femme à recevoir le prestigieux prix Abel, parfois considéré comme l'équivalent du prix Nobel pour les mathématiques. Lorsqu'elle a reçu le prix des mains du roi Harald de Norvège et dans une interview avec Ionica Smeets après la cérémonie, Uhlenbeck a annoncé qu'elle ferait don de la moitié de son prix Abel au programme EDGE et au programme Women and Mathematics (WAM) de l'Institute for Advanced Study,.
Le 11 avril 2015, l’Association for Women in Mathematics a décerné à EDGE son prix pour « un programme de mathématiques qui fait la différence » et a félicité les fondatrices Sylvia Bozeman et Rhonda Hughes pour leur succès dans la promotion de la diversité en mathématiques. L'éloge associé au prix comprend notamment le passage suivant :

« L'American Mathematical Society reconnaît le programme EDGE pour ses efforts importants pour augmenter la présence des femmes, en particulier provenant de minorités, dans les rangs des mathématiciens les plus prestigieux. »

En septembre 2019, le livre A Celebration of the EDGE Program's Impact on the Mathematics Community and Beyond (édité par Susan D'Agostino, Amy Buchman, Sarah Bryant, Michelle Craddock Guinn et Leona Harris) a été publié par Springer dans leur série Association for Women in Mathematics.

## Programme de bourses Karen EDGE
Le donc d'Uhlenbeck à la suite de sa réception du prix Abel a mené à la création du programme de bourse Karen EDGE. Les boursiers Karen EDGE comprennent :
- Pamela Harris – Première promotion de 2020
- Mohamed Omar - Première promotion 2020
- Bobby Wilson – Première promotion de boursiers 2020
- Emille Lawrence - 2021
- Manuel Rivera - 2021
- Malena Espagñol - 2022
- Henok Mawi - 2023
- Mariana Smit Vega García - 2024

## Organisation portant le même nom
La fondation EDGE ne doit pas être confondue avec le projet du même nom Evidence and Data for Gender Equality (EDGE), une initiative de la division de statistique des Nations Unies qui vise à améliorer les statistiques associées aux questions de genre. Il existe également un groupe de réflexion et un site Web sur la science et la technologie appelé Edge Foundation, Inc.